# مارتن جنسن (لاعب كريكت)
مارتن جنسن (19 يناير 1976 بغلوستروب في الدنمارك - ) هو لاعب كريكت دانمركي. شارك مع منتخب الدنمارك الوطني للكريكت.

## وصلات خارجية
- مارتن جنسن على موقع إي آس بي آن كريك إنفو (الإنجليزية)